# پارک‌های ملی و ایالتی ردوود
پارک‌های ملی و ایالتی ردوود (به انگلیسی: Redwood National and State Parks) نام پارکی طبیعی در ایالت کالیفرنیا در ایالات متحده آمریکا است، و به جهت داشتن درختان غولپیکر شهرت دارد.
سرخ‌پوستان آمریکا از سه هزار سال پیش در منطقه این پارک ساکن بوده‌اند. اقوامی مانند یوروک، تولووا، شاستا، کاروک، چیلولا و وییوت روابطی تاریخی با این ناحیه دارند.
این مکان یک میراث جهانی یونسکو در آمریکا می‌باشد.